# Kacagóbagoly
A kacagóbagoly (Sceloglaux albifacies) a madarak osztályának a bagolyalakúak (Strigiformes) rendjéhez, a bagolyfélék (Strigidae) családjához tartozó Sceloglaux nem mára kihalt egyetlen faja.
Neve onnan ered, hogy a madarak kacagáshoz hasonló hangokkal hívogatták egymást.

## Előfordulása
A madár korábban Új-Zélandon élt, egyike volt a szigetország endemikus madárfajainak, és egyike az Új-Zélandon előforduló kettő bagolyfajnak. Ez a földi vadászatra szakosodott faj valaha benépesítette az Északi- és a Déli-szigetet is.

## Alfajai
A fajnak korábban két alfaja volt.
Az északi-szigeti alfaj (Sceloglaux albifacies rufifacies) Új-Zéland Északi-szigetén élt, a Taranaki-hegy környéki erdőségekben, New Plymouth város közelében és a Wairarapa szigeten. 1890 körül látták utoljára. Kihalásában feltehetőleg a meghonosodott emlős ragadozók (hermelin, elvadult macskák) és az erdőirtás miatti élőhelyvesztés játszott fontos szerepet.
A Déli-szigeti alfaj (Sceloglaux albifacies albifacies) a Déli-sziget alpesi jellegű erdeiben élt. 1880 környékén a Stewart-szigeten is láttak egyedeket. Utolsó hitelt érdemlően bizonyított előfordulási adata 1914 júliusából való, mikor is a South Canterburyben lévő Bluecliffs közelében egy elpusztult madarat találtak.
Nem bizonyított észlelései később is voltak a fajnak, az 1940-es, sőt az 1960-as években is, de bizonyítottan nem bukkantak a faj nyomaira, így jelenleg is kihalt fajként tartják számon.

## Kihalása
Kipusztulásuk oka még ma sem világos, azonban gyakran kapcsolatba hozzák azt kedvenc zsákmányállatuk, a kiori patkány (Rattus exulans) főszigetekről való eltűnésével. Bár ez a rágcsáló faj is viszonylag késői bevándorló, a polinéziai hajósok hurcolták be i. sz. 900 táján. Ez idő előtt a baglyoknak más fajokat kellett zsákmányolniuk, így érthetetlen, hogy mért nem voltak képesek visszatérni korábbi étrendjükre a patkányok kipusztulását követően.
A vadászat nem játszott jelentékeny szerepet kipusztulásukban, bár a faj egyedei rendszeresen felbukkantak az európai természettudományos gyűjteményekben, élő és holt állapotban egyaránt . Feltételezhetően a többi új-zélandi madárfajt is veszélyeztető tényezők – úgymint az erdőirtás, a ragadozók és betegségek behurcolása – okozták e bagolyfaj pusztulását is.

## Fordítás
- Ez a szócikk részben vagy egészben  a   Weißwangenkauz című német Wikipédia-szócikk ezen változatának fordításán alapul.  Az eredeti cikk szerkesztőit annak laptörténete sorolja fel. Ez a jelzés csupán a megfogalmazás eredetét és a szerzői jogokat jelzi, nem szolgál a cikkben szereplő információk forrásmegjelöléseként.